# Katoličanstvo
Katoličanstvo ili katolicizam (latinski catholicismus, od grčkog καθολικός, katholikós 'sveopći, univerzalni') kršćanski je ogranak čiji je nauk definiran na dvadeset i jednom ekumenskom koncilu čineći vjeroispovijedni sustav Katoličke Crkve.
Uz pravoslavlje, protestantizam, miafizitizam i nestorijanizam jedna je od glavnih kršćanskih konfesija. U nazivu je naznačena univerzalnost kršćanske evanđeoske poruke, namijenjene svima bez obzira na narod, jezik ili kulturu, što je jedno od četiriju obilježja svake kršćanske Crkve (katolicitet). Ponekad se pojam katoličanstvo definira šire tako da obuhvaća sve Crkve koje imaju određeni nauk ili se deklariraju katoličkima iako se ne pokoravaju papi.

## O porijeklu naziva
Riječ katolik dolazi od grčke riječi καθολικός, a značenje je 'univerzalan, sveopći'.
Početkom II. stoljeća u pismu sv. Ignacija Antiohijskog nalazi se prvi sačuvani spomen uporabe riječi katolički vezano za Crkvu. Drugo rano spominjanje riječi povezuje se sa sv. Polikarpom, biskupa Smirne (danas Izmir u Turskoj), koji se koristi tom riječju više puta. Sv. Polikarp bio je učenik apostola Ivana i prijatelj sv. Ignacija Antiohijskog. Uskoro su naziv počeli upotrebljavati i drugi teolozi te pisci.

## Vjerska zajednica
Katolicizam je organiziran kao vidljiva Kršćanska Crkva, koja ima hijerarhiju i laike. Članom vjerske zajednice postaje se krštenjem, a krste se djeca i odrasli. Klerici i laici razlikuju se samo vrstom službe u zajednici. U katolicizmu postoje tri vrste hijerarhije: svećenička (biskup, prezbiter, đakon), kanonska (papa, ordinarij, dekan, župnik, kapelan) i počasna (kardinal, metropolit, nadbiskup, prelat, kanonik i prebendar). Katolička je crkva nadnacionalna i centralizirana. Vrhovni je poglavar papa (rimski biskup), koji uz pomoć Svete stolice i njezinih tijela upravlja sveopćom Crkvom, u zajedništvu s biskupima, koji upravljaju mjesnim crkvama (biskupije). Biskupija se dijeli na dekanate, kojima upravljaju dekani ili nadžupnici. Dekanati se dijele na župe, kojima upravljaju župnici, a pomažu im kapelani. Postoje i nunciji.

## Dogma
U katolicizmu su prihvaćene glavne kršćanske dogme (pet glavnih istina) definirane na prvih osam ekumenskih koncila. Katolicizam je u drugome kršćanskom tisućljeću dalje raščlanjivao i precizirao svoj dogmatski nauk (učenje o čistilištu, sakramentima, o odnosu pisane objave i tradicije, o bezgrješnom začeću, papinoj nezabludivosti (1870.), Marijinu uznesenju na nebo (1950.) na još 13 ekumenskih koncila, koje ne prihvaćaju ostale kršćanske konfesije. Precizno su definirane i po kanonskom pravu obvezne. Izvor su dogmi Sveto pismo i Predaja, a pri njihovu tumačenju u obzir se uzima vjernički osjećaj, teološko tumačenje i u konačnici crkveno učiteljstvo.

## Bogoštovlje
U katoličkom kultu razlikuje se klanjanje (latrija, adoracija), od dulije (štovanje). Dok se klanjanje ili latrija iskazuje samo Bogu, dulija ili štovanje može se iskazivati i stvorenjima (anđeli, sveci, slike, kipovi, relikvije). Posebna dulija iskazuje se Bogorodici (hiperdulija). U središtu je katoličkog bogoštovlja klanjanje u duhu i istini (štovanje Boga životom u duhu evanđelja), ali se bogoštovnim činima također pridaje velika važnost (liturgija, euharistija, sakramenti). Bogoštovne čine obavlja sakramentalna hijerarhija (biskup, prezbiter, đakon) u uređenu bogoštovnom prostoru (kapela, crkva, bazilika), u skladu s blagdanima koji se slave po gregorijanskom kalendaru kroz crkvenu godinu. Glavni su dijelovi crkvene godine korizma i advent, a nedjelja je dan počinka i obveznog prisustvovanja liturgiji (misa). Glavni su Gospodnji blagdani Uskrs, Bogojavljenje, Božić, Trojstvo, Duhovi, marijanski Uznesenje na nebo (Velika Gospa) i Bezgrješno začeće, svetački Svi sveti. U katolicizmu se pridaje velika vrijednost sakralnoj umjetnosti (crkvena glazba, kiparstvo, slikarstvo, arhitektura, liturgijsko ruho i liturgijski predmeti), koja je uključena u bogoštovlje.

## Moral
Prema katoličkom učenju narav i nadnarav, ljudska slobodna volja i božanska milost nadopunjuju se i pretpostavljaju. Zato su u katoličkoj moralci bogoslovne krjeposti (vjera, nada, ljubav) i naravne ili stožerne krjeposti (razboritost, pravednost, umjerenost i jakost) komplementarne. Izvori su katoličkog morala Stari zavjet (Dekalog, osobna odgovornost), Novi zavjet (ljubav prema Bogu i bližnjemu) te naravna etika. Sustavno ga proučava moralka, a potanje regulira u zajednici kanonsko pravo. Prekršaj morala je grijeh, koji može biti laki i teški, a teški se grijeh regulira sakramentom pokore (ispovijed). Uz individualni moral u novije se vrijeme u katolicizmu naglašava i društveni moral.

## Duhovnost
Pounutrašnjenje osnovnih vjerskih istina i moralnih načela prema katoličkom se vjerovanju događa na više načina. Liturgijsko-sakramentalna duhovnost namijenjena je svim vjernicima i prvi je i osnovni oblik duhovnosti u katolicizmu. Uz bogoštovnu funkciju liturgija i primanje sakramenata ima i duhovnu, osoban doživljaj vjerskih istina, odgoj savjesti u evanđeoskom duhu, te prosvjetljenje. Pučka pobožnost namijenjena je širim vjerničkim slojevima (hodočašća, postovi, devetnice, križni put, krunica), a svrha joj je da se u pučkoj supkulturi i mentalitetu na primjeren način proživi kršćanska vjera. U katolicizmu je posebno naglašen asketsko-mistični put duhovnosti, koji je stoljećima nalazio svoj izraz u redovništvu. U katoličkom je redovništvu prevagnuo tip cenobitske zajednice, u kojoj se traga za skladom između kontemplacije i akcije, osobnoga duhovnog usavršavanja i djelovanja unutar šire zajednice i društva (fizički i intelektualni rad, misijska djelatnost, školstvo, karitativna djelatnost). Tako se kroz povijest razvila benediktinska, cistercitska, karmelićanska, dominikanska, franjevačka i isusovačka duhovnost, a u novije vrijeme duhovnost raznih kongregacija i svjetovnih instituta. Katolička mistika nadahnjivala se novozavjetnim (Ivan Evanđelist i Pavao) i neoplatonističkim izvorima (Pseudodionizije). Glavni su katolički mistici i mistični pisci Bernard iz Clairvauxa, sv. Hildegarda, Hugo iz Svetog Viktora, Rikard iz Svetog Viktora, sv. Gertruda Velika, sv. Mehtilda Magdeburška, sv. Franjo Asiški, Meister Eckhart, Ivan Tauler, Henrik Suzon, Ivan Gerson, I. van Ruysbroeck, Katarina Sienska, Ivan od Križa, Terezija Avilska. U službi je katoličke duhovnosti bogata i raznolika sakralna umjetnost, duhovna (Toma Kempenac, Marko Marulić, Ignacije Lojolski, Franjo Saleški, P. Berulle, Terezija iz Lisieuxa) i nabožna (M. Divković, J. Habdelić) književnost. Sustavnim proučavanjem duhovnosti bavi se duhovna teologija.

## Teologija
Prema katoličkom učenju milost pretpostavlja narav, a vjera razum (fides quaerens intellectum) pa je teologija kao sustavno obrazlaganje objave zauzela važno mjesto u katolicizmu. Izvori su katoličke teologije svetopisamska objava, kršćanska predaja i učenje ekumenskih koncila. U patrističkom razdoblju teološko se nazivlje razvijalo pod utjecajem neoplatonizma (augustinizam), u srednjem vijeku pod utjecajem aristotelizma (skolastika), a u novom vijeku pod utjecajem novijih filozofskih sustava (fenomenologija, egzistencijalizam, personalizam). U prvom tisućljeću zapadna će Crkva biti obilježena Augustinovom teologijom (odnos naravi i milosti, ekleziologija i sakramentologija), a augustinizam će biti nazočan u katoličkoj teologiji sve do reformacije (XVI. stoljeće) i jansenističkog pokreta (XVII. stoljeće). U ranome srednjem vijeku (V-XI. st.) uglavnom se čuva i prenosi teologija crkvenih otaca, osobito latinskih (Hilarije iz Poitiersa, Ambrozije Milanski, Jeronim, Augustin i Grgur Veliki). Za skolastike (XI-XIII. st.) veliki teolozi (Anselmo Canterburyjski, Albert Veliki, Toma Akvinski, Bonaventura i Ivan Duns Skot) anstotelovskim će kategorijama nastojati izreći objavu i produbiti odnos razuma i vjere. U visokome srednjem vijeku (XIV-XVI. st.) dolazi do stagnacije skolastičke teologije pod utjecajem nominalizma (William Occam, G. Biel). U posttridentskom razdoblju (XVI/XVII. st.) dolazi do obnove skolastičke teologije. To je doba apologetskih i kontroverzističkih disputa (R. Bellarmin). U XVIII. st. teologija stagnira, a napredak postiže crkvena historiografija. U XIX. st. dolazi do obnove teološke misli (John Henry Newman). Potkraj tog stoljeća obnavlja se neoskolastička teologija. U XX. st. dolazi do procvata katoličke teologije (Jean Danielou, Henri de Lubac, Yves Congar, Karl Rahner, Urs von Balthasar, E. Schillebeeckx, H. Kung), koja unutar moderne slike svijeta nastoji izložiti kršćansku poruku.

## Filozofija
Odnos vjere i razuma, objave i razumske spoznaje nametnuo se kršćanstvu na samom početku pa je filozofija u povijesti katolicizma našla važno mjesto, veće nego u pravoslavlju i protestantizmu. Pritom je katolicizam slijedio otačku tradiciju pozitivna odnosa prema naravnoj spoznaji i komplementarnost razuma i vjere ("Shvati da bi vjerovao, vjeruj da bi shvatio"). U prvom tisućljeću prevladavao je neoplatonistički utjecaj (Augustin, Pseudodionizije, Ivan Skot Eriugena), koji se nastavlja i u drugom tisućljeću (Bonaventura, Nikola Kuzanski, Pico de la Mirandola). Za skolastike (XI-XIII. st.) prevladava aristotelovski utjecaj, posredovan preko Boetija i Averroesa. Anselmo Canterburyjski naglašava važnost dijalektike u teološkom istraživanju (fides quaerens intellectum) i izlaže ontološki dokaz za postojanje Boga. Škola iz Chartresa (Bernard iz Chartresa, Ivan Salisburyjski) i Abelard produbljuju logičke i gnoseološke probleme, a predstavnici visoke skolastike (Albert Veliki, Toma Akvinski, Duns Skot) dograđuju metafizički skolastički sustav. Pritom će dominikanska škola (tomizam) zastupati realizam, a franjevačka (skotizam) nominalizam. Tomizam će se postupno nametnuti kao službena katolička filozofija, osobito nakon Tridentskog koncila (XVI. st.), a preporučit će ga i papinski dokumenti potkraj XIX. st. (neotomizam). U XX. st. katolički filozofi slijede i neskolastičke smjerove (Maurice Blondel, Pierre Teilhard de Chardin), egzistencijalizam (Charles Peguy, Miguel de Unamuno, Gabriel Marcel) i personalizam (Edomond Mounier).

## Rasprostranjenost
U antičko doba (IV. st.) područje zapadne ili latinske Crkve podudara se s granicama Zapadnoga Rimskog Carstva Nakon prodora islama (VII-VIII. st.) zapadna Crkva gubi berberske zemlje (današnji Alžir i Tunis) te veći dio Pirenejskog poluotoka. Ta izgubljena područja nadoknađuje (VII-X. st.) širenjem po germanskim (Engleska, Njemačka, Danska, Skandinavija) i slavenskim zemljama (Poljska, Češka, Moravska, Slovenija, Hrvatska, Bosna). Nakon reformacije (XVI. st.) gubi znatna područja u srednjoj i sjeverozapadnoj Europi, a gubitak nadoknađuje misionarskim djelovanjem u prekomorskim zemljama (Latinska Amerika, dijelovi crne Afrike i Filipini). Od XV. do XIX. st. s Katoličkom se Crkvom sjedinilo 18 istočnokršćanskih crkava (istočna i jugoistočna Europa, Bliski istok), sačuvavši svoj obred, liturgijski jezik i crkvenu disciplinu. Nakon migracija u XIX. i XX. st. znatan broj katolika živi u SAD-u, Kanadi i Australiji. Katolicizam se u prostoru i vremenu susretao s različitim društvenim poredcima, kulturama i civilizacijama, pri čemu mu se nametao problem prilagodbe. Obilježavao je zemlje i narode u kojima se ukorijenio, a i sam njima bio društveno, kulturno i civilizacijski obilježen. Premda je katolicizam nadnacionalan, u tom se smislu može govoriti o katoličkoj kulturi i civilizaciji. Katolicizam, tj. Katolička crkve je prevladavajuća (u raznim stupnjevima) vjeroispovijed u većini Europe (poglavito južne i srednje), Latinskoj Americi i Filipinima, te velikim dijelovima Sjeverne Amerike, supsaharske Afrike i rubnim područjima istočne Azije. Broj katolika je sada (2004.) oko 1,1 milijarda vjernika.

## Crkva i država
U katolicizmu je načelno prihvaćen nauk o dvije vlasti, duhovnoj (Crkva) i vremenitoj (država). No u povijesti je dolazilo do napetosti između papa i vladara, Crkve i države. Čas se vladari miješaju u crkvene poslove (borba za investituru, pornokracija, avignonsko sužanjstvo) ili pokazuju cezaropapističke tendencije (galikanizam, jozefinizam), čas pape nastoje biti vrhovni vođe zapadnoga srednjovj. kršćanskog svijeta (Grgur VII., Inocent III., Bonifacije VIII.), pokazujući teokratske tendencije. U srednjem vijeku katolicizam je službena religija zapadnoga kršćanskog svijeta, a nakon reformacije državna konfesija u katoličkim državama. Nakon Francuske revolucije (1789.) katolicizam se susreće s laičkim društvom i građanskom liberalnom državom te s problemom svjetonazornog pluralizma i slobode savjesti, a u XX. st. se susreo s totalitarnim državama, koje ga bilo toleriraju i podređuju (fašizam), bilo osuđuju na postupno odumiranje (komunizam). Na Drugome vatikanskom koncilu (1962. – 1965.) Katolička je crkva temeljito redefinirala odnos Crkve i države, prihvatila svjetonazorni pluralizam i slobodu savjesti. Prema koncilskom shvaćanju Crkva je odvojena od države, ali ne smije biti isključena iz društva.

## Izlazak iz Crkve
Ulazak u Crkvu je relativno jednostavan, krštenjem, čime osoba postaje dijete Božje i dobiva trajni pečat. Taj pečat se ne može izbrisati, i osoba jednom krštena zauvijek je kršćanin. Međutim formalni izlazak iz Crkve je moguć ekskomunikacijom (izopćenjem), čime Crkva može dati jasnu poruku da nečija stajališta ili ponašanje ne podržava. Tko sudjeluje u pobačaju, automatski je izopćen iz Katoličke Crkve.

## Poveznice
- Popis osnovnih tema u katoličanstvu
- Katolička Crkva
- Socijalni nauk Katoličke Crkve
- Politički katolicizam
- Kršćanske denominacije
- Istočne katoličke Crkve

| Portal:Kršćanstvo | Portal: Kršćanstvo |